# Alicia Alonso
Alicia Alonso, född Alicia Ernestina de la Caridad del Cobre Martínez Hoya den 21 december 1920 i Havanna, Kuba, död 17 oktober 2019 i Havanna, var en kubansk prima ballerina assoluta, koreograf och balettchef. Hon var mest känd för sina tolkningar av Giselle och Carmen. Hon dansade på American Ballet Theatre och rönte stor framgång internationellt. Alonso grundade en ensemble i Havanna som senare blev Kubas nationalbalett, för vilken hon var chef ända fram till 2010. Nationalbaletten blev även ett utbildningscentrum 1960 och anses vara en av världens mest framstående balettskolor, där många kända dansare har fått sin utbildning.

## Bilder

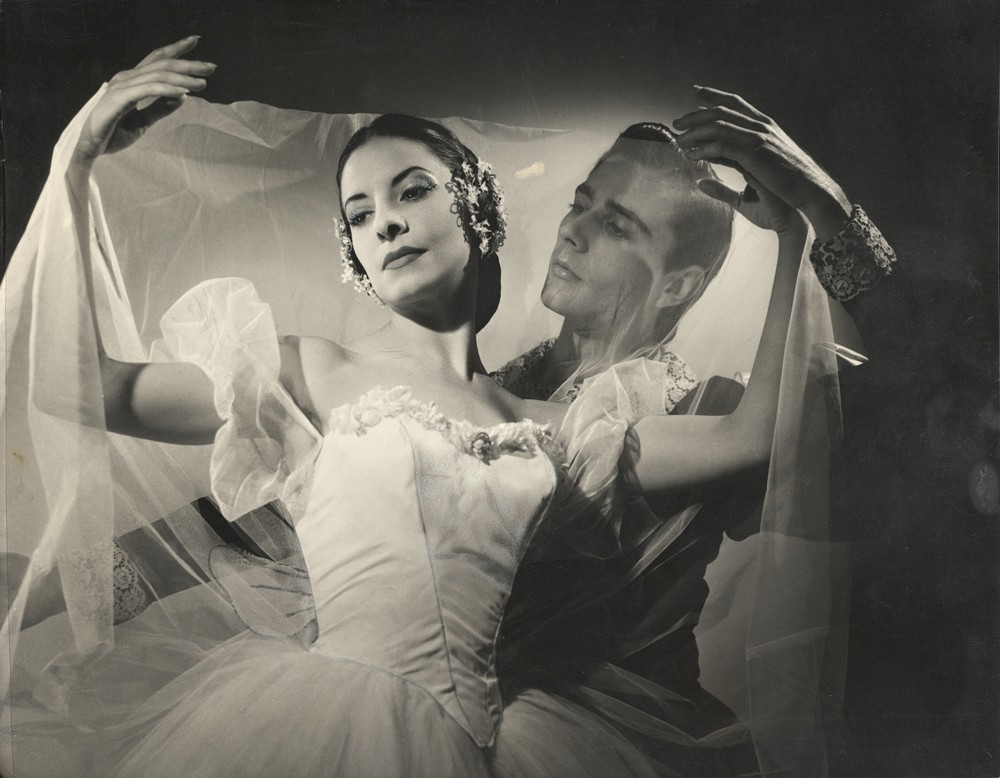
Alicia Alonso och Royes Fernandez i Giselle.